# カイル・ハリソン・ブライトコフ
カイル・ハリソン・ブライトコフ（Kyle Harrison Breitkopf、2005年7月13日 - ）は、アメリカ合衆国の俳優。

## 出演作品

### 映画
- かぞくモメはじめました Parental Guidance (2012)

### テレビ
- V Wars V Wars (2019)

### テレビアニメ
- しゅつどう!パジャマスク PJ Masks (2015-)